# Presse écrite régionale en France
Ne doit pas être confondu avec La Presse régionale.
La presse écrite régionale en France comprend la presse quotidienne régionale (PQR), la presse hebdomadaire régionale (PHR), ainsi que des titres régionaux mensuels, bimestriels ou trimestriels.
Après la seule édition papier jusqu'à la fin du XXe siècle, de nombreux titres ont développé leur présence sur internet, permettant l'accès à un lectorat plus large.

## Histoire
(février 2015).

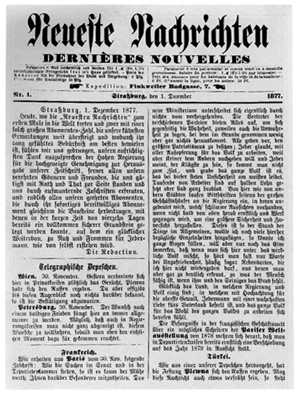
Premier numéro des Dernières nouvelles (1 décembre 1877)

Le premier journal en France, fondé par Théophraste Renaudot en 1631, était un hebdomadaire national : La Gazette. Dès 1631, Renaudot fait envoyer sa Gazette dans les grandes villes de province. Imprimée dans la nuit du vendredi, elle paraît à Paris le samedi matin. Les services de la Poste la prennent en charge le mardi ou le vendredi suivant, soit un délai de parfois deux semaines entre la capitale et la province. Peu de commerçants de province acceptent d'acquérir un Bureau d'Adresses autorisant la réimpression des gazettes et Nouvelles Ordinaires de Paris dans leur ville. Des courriers privés partant de la capitale plus tôt, et la contrefaçon permettent souvent d'obtenir une copie du journal une semaine avant l'édition originale. Plusieurs imprimeurs de province peuvent ainsi distribuer à moindre coût une « Gazette » illicite avant l'arrivée de la version officielle.
Renaudot est obligé de favoriser les réimpressions régionales officielles distribuées par des Bureaux d'Adresses ou non, en proposant une remise de prix pour l'impression des Nouvelles Ordinaires et de la Gazette dans le même journal, par exemple, dès 1633 à Lyon et Aix. En 1638, débute l'édition de Bordeaux, en 1646, celles de Tours et Rouen…
Ces mesures visent à inciter les libraires à payer un bail au Bureau d'Adresses de la famille Renaudot, ainsi qu'à économiser le papier, toujours plus cher à cause de la fiscalité royale. La famille Renaudot conservera longtemps son Privilège. Fils et neveux se succèderont à la tête de l'entreprise jusqu'en 1749, date à laquelle le Privilège de la Gazette sera revendu à Pierre Nicolas Aunillon. Le ministère des Affaires étrangères rachètera l'affaire en 1751.
L'édition toulousaine nous apprend dans son no 2 du 9 janvier 1745, qu'on débite chez l'imprimeur Claude-Gilles Lecamus, le calendrier de la Cour du Parlement de Toulouse, contenant ce qu'on a trouvé de plus utile aux gens d'Affaires et l'Almanach journalier avec les lunaisons, les éclipses, les Foires des Villes qui sont à dix ou douze lieues et le nouveau Chemin de Barèges.
Il est à noter que les éditions régionales de la Gazette ne comportent pratiquement jamais de nouvelles locales. Seules des publicités concernant des ouvrages imprimés dans la ville y figurent parfois.
Pierre Nicolas Aunillon, conseiller du roi, nouveau propriétaire de l'onéreux privilège de la Gazette, s'endette et doit augmenter le prix des différentes redevances de province. Certains fermages ne sont plus payés et l'argent rentre mal.
Depuis 1745, le libraire Antoine Boudet, publie avec permission les Affiches de Paris. Le Chevalier de Meslé prétend avoir inventé ce journal le premier et obtient, le 9 mai 1749, le privilège exclusif des feuilles périodiques. Aunillon, qui possède le droit sur la Gazette et les Affiches, s'oppose à cette attribution frauduleuse. Le chevalier tente donc de s'emparer du monopole de la Gazette et échoue à trois reprises. Antoine Boudet se voit accorder par le juste propriétaire, l'autorisation d'imprimer pendant neuf ans, les Affiches de Paris.
Ces luttes et procédures finissent de ruiner le Conseiller et le Chevalier. Pour s'en sortir, Meslé s'associe avec Louis Dominique le Bas de Courmont, trésorier-payeur de la ville de Paris. Nicolas Aunillon est perdu et dépossédé de son Privilège en avril 1751, ainsi qu'Antoine Boudet. Il est racheté à ses créanciers. La police envahit le bureau de la Gazette et chasse sans ménagement les commis.
Le 3 mai, Boudet est obligé de cesser la publication des Affiches de Paris. Cette offre publique d'achat, qui unit le monde de la finance et de la presse n'est pas sans rappeler la prise de contrôle par la monarchie des Nouvelles ordinaires de divers endroits de Vendosme et Martin et le monopole obtenu par Renaudot, alors qu'il n'était que médecin, sous réserve d'ouvrir ses colonnes à Richelieu.
Le 13 mai 1751, paraissent les Affiches de Paris et, un an plus tard, le 3 mai 1752, ils créent les Affiches, annonces et avis divers, appelées Petites affiches de province. Le 1er août 1751, le Bas de Courmont annonce la fin de toutes les réimpressions régionales de la Gazette. L'édition de Paris sera distribuée par une compagnie dans tout le pays à un prix double des réimpressions locales: 7 livres et 10 sols. La nouvelle Gazette paraît en 1752, sur deux colonnes et 4 pages, pour réduire son coût.
En juillet 1756, le Bas de Courmont rachète au chevalier de Meslé l'exploitation des Affiches, qu'il proposera aux Provinces de rééditer, moyennant le paiement d'un bail annuel. Les Affiches de province contenant des informations locales voient ainsi le jour, donnant un nouvel élan à la presse. On trouvera de vrais informations régionales, essentiellement dans les Affiches du Dauphiné, éditées à Grenoble. Dès 1757, on publie les Affiches de Nantes, de Bordeaux en 1758, de Toulouse en 1759, de Marseille en 1760, de Lille en 1761, Rouen en 1762… jusqu'en 1862 pour les Affiches du Mans. À noter que l'on trouve à Lyon, depuis 1742 des Affiches lyonnaises autorisées par la ville (source : JP Boudet - sagapresse).
Au cours du XIXe siècle, la presse hebdomadaire régionale connaît jusqu'à 1 300 titres. 12 % des hebdomadaires existant encore aujourd'hui ont été créés avant 1848.
Certains quotidiens régionaux ont également vu le jour au XIXe siècle :
- 1846 : L’Indépendant ;
- 1854 : La Gironde ;
- 1859 : Le Progrès ;
- 1868 : Le Bien public ;
- 1869 : La Marseillaise ;
- 1869 : Le Progrès de la Somme ;
- 1870 : La Dépêche du Midi (de Toulouse, avant 1945) ;
- 1873 : La Jeune République ;
- 1875 : Le Courrier de l'Ouest ;
- 1877 : Les Dernières Nouvelles d'Alsace ;
- 1886 : La Dépêche de Brest et de l'Ouest ;
- 1888 : La Dépêche d'Eure-et-Loir ;
- 1889 : L'Est républicain ;
- 1899 : Ouest-France.

Un grand nombre de quotidiens régionaux ont paru à la fin de la Seconde Guerre mondiale en 1944 ou 1945, remplaçant des quotidiens interdits pour faits de collaboration :
- Le Dauphiné libéré ;
- La Manche libre ;
- La Marseillaise ;
- Midi libre ;
- Nice-Matin ;
- Ouest-France ;
- Paris-Normandie ;
- Le Provençal (devenu La Provence) ;
- Sud Ouest ;
- La Voix du Nord.

## Positionnement
- La presse quotidienne régionale française est bien implantée en province ; elle a pour concurrents la presse quotidienne parisienne (dont la diffusion est nationale), la presse quotidienne locale et la presse hebdomadaire régionale, dont les diffusions sont plus limitées.
- La concurrence des quotidiens parisiens s'est accentuée lorsque celle-ci a pu se diffuser plus tôt en province grâce à la décentralisation de sa fabrication (mise en place du fac similé).
- La presse quotidienne régionale en France, c'est 18 millions de lecteurs, 6 millions d'exemplaires vendus chaque jour, 66 quotidiens régionaux, 2,32 milliards d'euros de chiffre d'affaires en 2005 selon le SPQR (Syndicat de la presse quotidienne régionale), regroupant tous les éditeurs.
- La Presse hebdomadaire régionale en France, c'est 7 684 000 lecteurs réguliers, 254 hebdomadaires régionaux sur 88 départements, soit une pénétration de 17,4 % en 2005 selon le SPHR (Syndicat de la presse hebdomadaire régionale), regroupant tous les éditeurs.
- La presse quotidienne régionale appartient majoritairement à des groupes spécialistes de la presse, avec peu d'acteurs industriels à son capital. Peu politisée elle touche un large public populaire, à une époque où se développent les préoccupations sur l'indépendance des rédactions.

## Présence sur Internet
- La Presse quotidienne régionale française constitue en 1998 le GIE WEB66. Ce groupement réunit les titres tant régionaux que départementaux autour du développement et la diversification sur Internet. En juin 2007, les sites éditoriaux ont frôlé les 4 millions de visiteurs uniques (Source Nielsen NetRatings). Les sites de la Presse Régionale forment ainsi le premier support d’accès à l’information avec un taux de pénétration de 15,65 %, devant TF1 News (channel) et Le Monde (brand).

En juin 2012, le nombre de visiteurs uniques a été multiplié par 4, le WEB 66 en dénombrant 16 millions (mesure de juin 2012 effectuée par Médiamétrie Net Ratings).
- La PQR crée en 2002 le GIE PanoramaPQR. Première initiative mondiale de syndication de contenus par les éditeurs, ce GIE rassemble 34 titres adhérents. Ce groupement a pour but de défendre les intérêts de ses membres et de favoriser le développement et l'utilisation des articles de presse dans les panoramas et revues de Presse. À ce jour, 30 titres, soit 388 éditions différentes, sont accessibles le jour de parution, dès 8 h du matin.
- De nouveaux acteurs « tout internet » sont présents, augmentant le pluralisme mais aussi la concurrence à destination des lecteurs, pour les informations régionales ou locales. On peut citer plusieurs membres du Syndicat de la presse indépendante d'information en ligne (SPIIL) dont 94.Citoyens[1] (94) et Essonne Info[2] (91) en Île-de-France.

## Liste des titres

### Presse quotidienne régionale française (PQR)
| Titre                                   | Siège                          | Région | Groupe                     | Diffusion France payée en 2013 | Diffusion France payée 2018-2019 |
| --------------------------------------- | ------------------------------ | --- | -------------------------- | ------------------------------ | -------------------------------- |
| Ouest-France                            | Rennes (Chantepie)             | Bretagne, Normandie et Pays de la Loire | SIPA - Ouest-France        | 733 078                        | 640 648                          |
| Le Courrier de l'Ouest                  | Angers                         | Pays de la Loire et Nouvelle-Aquitaine (Maine-et-Loire, Deux-Sèvres)                                                                          | SIPA - Ouest-France        | 94 356                         | 80 581                           |
| Le Maine libre                          | Le Mans                        | Pays de la Loire (Sarthe) | SIPA - Ouest-France        | 43 563                         | 36 044                           |
| Presse-Océan                            | Nantes                         | Pays de la Loire (Loire-Atlantique) | SIPA - Ouest-France        | 31 780                         | 25 470                           |
| La Presse de la Manche                  | Cherbourg                      | Normandie (Manche) | SIPA - Ouest-France        | 22 662                         | 19 350                           |
| Le Dauphiné libéré                      | Grenoble                       | Auvergne-Rhône-Alpes et Provence-Alpes-Côte d'Azur (Ain, Ardèche, Drôme, Isère, Savoie, Haute-Savoie, Hautes-Alpes, Vaucluse)                 | EBRA                       | 216 949                        | 185 596                          |
| Le Progrès                              | Lyon                           | Auvergne-Rhône-Alpes et Bourgogne-Franche-Comté (Ain, Loire, Haute-Loire, Rhône, Jura)                                                        | EBRA                       | 192 749                        | 162 898                          |
| Les Dernières Nouvelles d'Alsace        | Strasbourg                     | Grand Est (Alsace) | EBRA                       | 157 799                        | 134 197                          |
| L'Est républicain                       | Nancy                          | Bourgogne-Franche-Comté et Grand Est (Doubs, Meurthe-et-Moselle, Meuse, Haute-Saône, Territoire de Belfort)                                   | EBRA                       | 130 600                        | 112 729                          |
| L'Alsace                                | Mulhouse                       | Grand Est et Bourgogne-Franche-Comté (Alsace, Territoire de Belfort)                                                                          | EBRA                       | 84 034                         | 64 975                           |
| Le Journal de Saône-et-Loire            | Chalon-sur-Saône               | Bourgogne-Franche-Comté (Saône-et-Loire) | EBRA                       | 51 351                         | 46 602                           |
| Le Bien public - Les Dépêches           | Dijon                          | Bourgogne-Franche-Comté (Côte-d'Or) | EBRA                       | 39 463                         | 35 796                           |
| Vosges Matin                            | Épinal                         | Grand Est (Vosges) | EBRA                       | 38 632                         | 31 921                           |
| Le Journal de la Haute-Marne            | Chaumont                       | Grand Est (Haute-Marne) | EBRA                       | 23 314                         | 19 483                           |
| Le Républicain lorrain                  | Metz                           | Grand Est (Meurthe-et-Moselle, Meuse, Moselle)                                                                                                | Crédit mutuel              | 113 907                        | 91 201                           |
| La Voix du Nord                         | Lille                          | Hauts-de-France (Nord, Pas-de-Calais) | La Voix, filiale de Rossel | 238 564                        | 197 414                          |
| L'Union - L'Ardennais                   | Reims - Charleville-Mézières   | Grand Est et Hauts-de-France (Aisne, Ardennes, Marne)                                                                                         | La Voix, filiale de Rossel | 89 810                         | 74 579                           |
| Le Courrier picard                      | Amiens                         | Hauts-de-France (Somme, Oise, Aisne) | La Voix, filiale de Rossel | 56 262                         | 46 676                           |
| L'Est-Éclair                            | Troyes                         | Grand Est (Aube) | La Voix, filiale de Rossel | 24 836                         | 21 783                           |
| Nord éclair                             | Roubaix                        | Hauts-de-France (Nord) | La Voix, filiale de Rossel | 21 136                         | 14 026                           |
| Nord Littoral                           | Calais                         | Hauts-de-France (Pas-de-Calais) | La Voix, filiale de Rossel | 8 855                          | 6 987                            |
| Libération Champagne                    | Troyes                         | Grand Est (Aube) | La Voix, filiale de Rossel | 4 778                          | 3 290                            |
| La Montagne                             | Clermont-Ferrand               | Auvergne-Rhône-Alpes (Allier, Cantal, Corrèze, Creuse, Haute-Loire, Puy-de-Dôme)                                                              | Centre-France              | 175 432                        | 148 212                          |
| Le Populaire du Centre                  | Limoges                        | Nouvelle-Aquitaine (Creuse, Haute-Vienne) | Centre-France              | 38 692                         | 29 681                           |
| La République du Centre                 | Orléans                        | Centre-Val de Loire (Loiret) | Centre-France              | 35 489                         | 28 366                           |
| Le Berry républicain                    | Bourges                        | Centre-Val de Loire (Cher) | Centre-France              | 32 941                         | 27 142                           |
| L'Yonne républicaine                    | Auxerre                        | Bourgogne-Franche-Comté (Yonne) | Centre-France              | 30 308                         | 24 090                           |
| L'Écho républicain                      | Chartres                       | Centre-Val de Loire, Île-de-France (Eure-et-Loir, Yvelines)                                                                                   | Centre-France              | 29 626                         | 23 623                           |
| Le Journal du Centre                    | Nevers                         | Bourgogne-Franche-Comté (Nièvre) | Centre-France              | 26 680                         | 21 570                           |
| L'Éveil de la Haute-Loire               | Le Puy-en-Velay                | Auvergne-Rhône-Alpes (Haute-Loire) | Centre-France              | 12 650                         | 9 966                            |
| La Dépêche du Midi                      | Toulouse                       | Occitanie, Nouvelle-Aquitaine (Ariège, Aude, Aveyron, Haute-Garonne, Gers, Lot, Lot-et-Garonne, Hautes-Pyrénées, Tarn, Tarn-et-Garonne)       | la Dépêche                 | 163 897                        | 128 512                          |
| Midi libre                              | Montpellier (St-Jean-de-Védas) | Occitanie (Aveyron, Aude, Gard, Hérault, Lozère, Pyrénées-Orientales)                                                                         | la Dépêche                 | 119 613                        | 91 157                           |
| L'Indépendant                           | Perpignan                      | Occitanie (Pyrénées-Orientales, Aude) | la Dépêche                 | 50 880                         | 40 997                           |
| Centre Presse                           | Rodez                          | Occitanie (Aveyron) | la Dépêche                 | 18 047                         | 15 982                           |
| La Nouvelle République des Pyrénées     | Pau, Tarbes                    | Nouvelle-Aquitaine et Occitanie (Pyrénées-Atlantiques, Hautes-Pyrénées)                                                                       | la Dépêche                 | 10 988                         | 9 132                            |
| Le Petit Bleu d'Agen                    | Agen                           | Nouvelle-Aquitaine (Lot-et-Garonne) | la Dépêche                 | 8 038                          | 6 389                            |
| Sud Ouest                               | Bordeaux                       | Nouvelle-Aquitaine (Charente, Charente-Maritime, Dordogne, Gironde, Landes, Lot-et-Garonne, Pyrénées-Atlantiques)                             | Sud Ouest                  | 265 777                        | 224 186                          |
| Charente libre                          | Angoulême                      | Nouvelle-Aquitaine(Charente) | Sud Ouest                  | 32 971                         | 28 243                           |
| La République des Pyrénées              | Pau                            | Nouvelle-Aquitaine (Pyrénées-Atlantiques) | Sud Ouest                  | 29 874                         | 26 422                           |
| Éclair Pyrénées                         | Pau                            | Nouvelle-Aquitaine (Pyrénées-Atlantiques) | Sud Ouest                  | 7 293                          | 5 809                            |
| Dordogne libre                          | Périgueux                      | Nouvelle-Aquitaine (Dordogne) | Sud Ouest                  | 5 895                          | 4 796                            |
| Le Parisien                             | Paris 15e                      | Île-de-France et Hauts-de-France (Paris,Seine-et-Marne, Yvelines, Essonne, Hauts-de-Seine, Seine-Saint-Denis, Val-de-Marne, Val-d'Oise, Oise) | DI Group (LVMH)            | 250 095                        | 186 556                          |
| Le Télégramme                           | Morlaix                        | Bretagne (Finistère, Côtes-d'Armor, Morbihan)                                                                                                 | Télégramme                 | 201 975                        | 186 444                          |
| La Nouvelle République du Centre-Ouest  | Tours                          | Centre-Val de Loire et Nouvelle-Aquitaine (Indre-et-Loire, Loir-et-Cher, Indre, Vienne, Deux-Sèvres)                                          | NRCO                       | 174 173                        | 150 030                          |
| Centre Presse                           | Poitiers                       | Nouvelle-Aquitaine (Vienne) | NRCO                       | 15 221                         | 9 722                            |
| La Provence                             | Marseille                      | Provence-Alpes-Côte d'Azur (Bouches-du-Rhône, Vaucluse, Alpes-de-Haute-Provence)                                                              | Whynot Media               | 117 057                        | 89 258                           |
| Corse-Matin                             | Ajaccio                        | Corse | Whynot Media               | 37 906                         | 29 007                           |
| Nice-Matin                              | Nice                           | Provence-Alpes-Côte d'Azur (Alpes-Maritimes)                                                                                                  | Groupe Nice-Matin          | 90 067                         | 67 333                           |
| Var-Matin                               | Toulon                         | Provence-Alpes-Côte d'Azur (Var) | Groupe Nice-Matin          | 64 508                         | 47 844                           |
| Paris-Normandie                         | Rouen (Déville-lès-Rouen)      | Normandie | SNIC                       | 45 774                         | 42 911                           |
| Le Havre libre                          | Le Havre                       | Normandie (Seine-Maritime) | SNIC                       | 10 314                         | 42 911                           |
| Le Havre Presse et Le Progrès de Fécamp | Le Havre                       | Normandie (Seine-Maritime) | SNIC                       | 10 418                         | 1 471                            |
| L'Écho du Centre                        | Limoges                        | Centre-Val de Loire et Nouvelle-Aquitaine (Corrèze, Creuse, Dordogne, Haute-Vienne, Indre)                                                    |                            | 40 000                         | 36 000                           |
| La Marseillaise - L'Hérault du jour     | Marseille                      | Provence-Alpes-Côte d'Azur et Occitanie (Bouches-du-Rhône, Alpes-de-Haute-Provence, Var, Vaucluse, Gard, Hérault)                             |                            | 72 000                         | 15 000                           |

Notes de la liste des titres :
1. ↑  principal actionnaire d'EBRA
2. ↑  Fusion avec Paris Normandie en juillet 2016.
3. ↑  Fusion avec Paris Normandie en juillet 2016.
4. ↑  Chiffres pour le Progrès de Fécamp seul.
5. ↑  Titre disparu en 2019[5].

### Presse quotidienne des DOM-TOM
- La Dépêche de Tahiti (Papeete) (SAS La Dépêche de Tahiti) ;
- Le Journal de l'île de La Réunion (Saint-Denis) (Groupe Hersant Média) ;
- Les Nouvelles calédoniennes (Nouméa) (Groupe Hersant Média) ;
- Les Nouvelles de Tahiti (Papeete) (fermé en mai 2014) ;
- Le Quotidien de la Réunion (Saint-Denis) ;
- Témoignages (Le Port / Île de La Réunion) (presse en ligne depuis 2013[8]) ;
- France-Antilles (Martinique, Guadeloupe) (Groupe Hersant Média) (fermé le 30 janvier 2020[9]) ;
- France-Guyane (Guyane) (Groupe Hersant Média) (fermé le 30 janvier 2020[10]) ;
- La Presse de Guyane (Guyane) (quotidien du conseil général) ;
- Flash Info (Mayotte) (presse en ligne) - La Somapresse ;
- Tahiti Infos (Papeete) (Fenuacommunication).

### Presse hebdomadaire régionale française (PHR)

#### Groupe Public Media
- L'Avenir (Ruffec), diffusion : 3 000 ex. ;
- La Concorde (Lezay), diffusion : 4 000 ex. ;
- Le Confolentais (Confolens), diffusion : 3 000 ex. ;
- Le Nouvelliste (Saint-Junien-Saint-Léonard-de-Noblat), diffusion : 4 000 ex. ;
- Le Journal de Civray et du Sud-Vienne, diffusion : 2 000 ex. ;
- Info Éco (Hebdomadaire économique Nouvelle-Aquitaine), diffusion : 5 000 ex.

#### Groupe La Voix
- L'Avenir de l'Artois (Arras, Lens, Béthune, Bruay-la-Buissière) ;
- La Semaine dans le Boulonnais (Boulogne-sur-Mer), diffusion : 11 000 ex. ;
- L'Écho de la Lys (Aire-sur-la-Lys), diffusion : 8 000 ex. ;
- L'Indicateur des Flandres (Hazebrouck), diffusion : 11 000 ex. ;
- Le Journal des Flandres (1857) (Dunkerque), diffusion : 5 000 ex. ;
- via la filiale Groupe PAJ (Presse Alpes Jura) ;
  - L'Essor savoyard (1945) (Annecy), diffusion : 5 000 ex. ;
  - La Tribune républicaine (Bellegarde) (1902), diffusion : 3 900 ex. ;
  - Le Messager (1898) (Thonon-les-Bains), diffusion : 27 000 ex. ;
  - Le Pays Gessien (1860) (Gex), diffusion : 5 000 ex. ;
  - La Savoie (1945).

#### Publihebdos(Groupe SIPA - Ouest-France)
- Le Courrier de l'Eure (Eure), diffusion le mercredi sur Le Neubourg et cantons limitrophes, en 6 300 ex. env. ;
- Le Courrier de Mantes (Mantes-la-Jolie), diffusion le mercredi dans la région du Mantois (Mantes, Limay, Les Mureaux…), en 8 000 ex. env. ;
- Le Courrier des Yvelines (Saint-Germain-en-Laye), diffusion le mercredi dans la région de Poissy, Saint-Germain-en-Laye…, en 5 700 ex. env. ;
- Le Courrier du pays de Retz (Pornic), diffusion le jeudi, en 14 800 ex. ;
- Le Courrier vendéen (Challans), diffusion le jeudi, en 7 200 ex. ;
- Le Démocrate vernonnais (Vernon), diffusion : 5 000 ex. ;
- La Dépêche du Pays de Bray (Forges-les-Eaux), diffusion : 3 500 ex. ;
- La Dépêche (Évreux, Louviers, Verneuil-sur-Avre), diffusion : 17 000 ex. ;
- L'Éclaireur Brayon (Gournay-en-Bray), diffusion : 3 000 ex. ;
- L'Éclaireur (Châteaubriant), diffusion : 12 200 ex. ;
- L'Écho de la Presqu'île (Guérande), diffusion : 21 800 ex. ;
- L'Écho-Le Régional (Pontoise), diffusion le jeudi ;
- Eure Infos (Évreux), diffusion : 7 000 ex. ;
- L'Éveil de Lisieux (Lisieux), diffusion : 5 000 ex. ;
- L'Éveil normand (Bernay), diffusion : 11 500 ex. ;
- L'Éveil de Pont-Audemer (Pont-Audemer), diffusion : 10 100 ex. ;
- La Gazette de la Manche (Saint-Hilaire-du-Harcouët), diffusion dans le sud de la Manche, le nord de : l'Ille-et-Vilaine et de la Mayenne, en 14 000 ex. ;
- La Gazette du Val d'Oise (Pontoise), diffusion le mercredi ;
- L'Informateur (Eu et Le Tréport), diffusion : 9 000 ex. ;
- L'Impartial (Les Andelys), diffusion : 13 000 ex. ;
- Le Journal d'Elbeuf (Elbeuf), diffusion : 5 300 ex. ;
- Le Journal de l'Orne (Argentan), diffusion : 6 800 ex. ;
- La Marne (Meaux), diffusion le mercredi sur la Seine-et-Marne Nord (éditions de Meaux et Marne-la-Vallée), en 15 000 ex. ;
- L'Orne combattante (Flers), diffusion : 16 000 ex. ;
- L'Orne Hebdo (Alençon), diffusion : 10 700 ex. ;
- Le Pays Malouin (Saint-Malo), diffusion : 7 900 ex. ;
- Le Perche (Mortagne-au-Perche), diffusion dans l'Orne, La Mayenne et la Sarthe, en 13 000 ex. ;
- Le Petit Bleu des Côtes d'Armor (Dinan), diffusion : 5 000 ex. ;
- La République de Seine-et-Marne (Melun), diffusion le lundi dans la Seine-et-Marne Sud ;
- Le Réveil de Neufchâtel (Neufchâtel-en-Bray), diffusion dans la Seine-Maritime et l'Oise, en 13 000 ex. ;
- Le Réveil normand (L'Aigle), diffusion  dans l'Orne et l'Eure, en 12 000 ex. ;
- Toutes les nouvelles (Versailles), diffusion le mercredi en Yvelines-Sud ;
- Le Trégor (Lannion), diffusion dans les cantons de Lannion, Perros-Guirec, Tréguier et la Roche-Derrien, en 5 000 ex. ;
- La Voix - Le Bocage (Vire), diffusion : 9 800 ex.

Bi-hebdomadaires
- Les Informations dieppoises (Dieppe), diffusion : 16 000 ex. ;
- Les Nouvelles de Falaise (Falaise), diffusion : 5 000 ex. ;
- Le Pays Briard (Coulommiers), diffusion le mardi et vendredi en Seine-et-Marne, Aisne et Marne, en 9 000 ex. ;
- La Renaissance - Le Bessin (Bayeux), diffusion : 8 000 ex.

#### Sogemedia
- La Semaine des Ardennes (Ardennes), fondé en 2009 et diffusé en 9 000 ex. ;
- L'Observateur de Beauvais (Beauvais). Oise Publications, diffusion : 7 900 ex. ;
- L'Observateur de l'Avesnois (Avesnelles). SAS L'Observateur, diffusion : 7 500 ex. ;
- L'Observateur du Cambrésis (Avesnelles). SAS L'Observateur, diffusion : 8 500 ex. ;
- L'Observateur du Douaisis (Avesnelles). SAS L'Observateur, diffusion : 3 600 ex. ;
- L'Observateur du Valenciennois (Avesnelles). SAS L'Observateur, diffusion : 4 600 ex. ;
- Le Journal de Ham (Ham), diffusion : 2 800 ex. ;
- "La Semaine de l'Allier" (Allier), diffusion : 12 994 ex.

#### Groupe Centre-France
- Le Pays Roannais (Roanne et Loire) ;
- Le Journal de Gien (Giennois, Sologne, Berry et Puisaye), fondé en 1945 et diffusé en 17 000 ex. ;
- La Ruche (Brioude, Langeac, Massiac et Brassac-les-Mines), diffusion : 11 000 ex. ;
- Le Courrier du Loiret (Orléanais et Loiret) ;
- L'Éclaireur du Gâtinais (Loiret et Yonne) ;
- L'Éveil hebdo (Le Puy-en-Velay et Haute-Loire) ;
- La Gazette de Thiers et d'Ambert (Thiers, Ambert et Puy-de-Dôme) ;
- Le Régional de Cosne et du Charitois (Cosne-Cours-sur-Loire et Nièvre) qui a regroupé deux titres : Le Régional de Cosne (Cosne-sur-Loire) et L’Écho charitois (La Charité-sur-Loire, Pays charitois) ;
- La Voix du Sancerrois (Sancerre, Pays sancerrois et Cher).

#### Autres
- Atypeek Mag (Lyon), Presse culturelle gratuite, diffusion : 10 000 ex. ;
- L'Abeille de la Ternoise (Saint-Pol-sur-Ternoise), diffusion : 9 800 ex. ;
- L'Action Républicaine (Dreux), diffusion : 3 500 ex. ;
- L'Auvergnat de Paris (Paris), diffusion : 10 000 ex. ;
- L'Aveyronnais (Rodez), diffusion : 2 500 ex. ;
- Le Bulletin de Darnetal (Darnetal), diffusion : 4 000 ex. ;
- La Corse Votre Hebdo (Corse), diffusion le vendredi, supplément encarté avec le quotidien Corse-Matin ;
- Le Châtillonnais et l’Auxois (Châtillon-sur-Seine et Semur-en-Auxois), diffusion : 5 500 ex. ;
- Le Courrier cauchois (pays de Caux), diffusion : 40 000 ex. ;
- Le Courrier français (Charente, Charente-Maritime, Dordogne, Gironde, Landes, Lot-et-Garonne, Tarn-et-Garonne, Vendée/Loire-Atlantique (Écho de l'Ouest/Courrier français) et Vienne), diffusion le vendredi, en 25 000 ex. ;
- Le Crestois (Crest), diffusion le vendredi ;
- Le Démocrate de l'Aisne (Vervins), diffusion : 1 200 ex. ;
- La Gazette de Besançon (Besançon), diffusion : 3 000 ex. ;
- La Gazette de Montpellier (Montpellier), diffusion : 21 600 ex. ;
- La Gazette de Nîmes (Nîmes), diffusion : 5 145 ex. ;
- Le Journal d'Abbeville (Abbeville), diffusion : 7 500 ex. ;
- Le Journal Toulousain (Haute-Garonne), diffusion : 5 000 ex. ;
- La Semaine du Roussillon (Pyrénées-Orientales), diffusion : N/C ;
- L'hebdo du vendredi (Reims), diffusion : N/C ;
- L'Indépendant du Haut Jura, diffusion : 2 000 ex. ;
- Info éco (Poitiers), diffusion : 2 000 ex. ;
- Le Journal de Civray et du Sud-Vienne (Vienne), diffusion : 1 500 ex. ;
- Liberté Hebdo (Lille), diffusion : 14 000 ex. ;
- Lozère Nouvelle (Mende), diffusion : 25 000 ex. ;
- Marseille l'Hebdo (Marseille). Groupe La Provence, diffusion le mercredi, en 15 000 ex. (OJD 2005) ;
- La Manche libre (Saint-Lô), diffusion : 70 970 ex. (OJD 2005) ;
- L'Observateur de l'Arrageois (Arras). Sogemedia, nouveau-venu depuis le 15 mars 2006 ;
- L'Observateur de l'Aube (Troyes). Soge 10, diffusion : 2 000 ex. ;
- Oise Hebdo (Compiègne). Société de Presse de l'Oise, diffusion : 17 200 ex. ;
- L'Opinion Indépendante (Toulouse). Société de Presse de l'Oise, diffusion : 6 000 ex. ;
- Le Patriote Côte d'Azur (Alpes-Maritimes), diffusion dans les Alpes Maritimes ;
- Le Petit Solognot (Sologne : Sud du Loir-et-Cher, Nord du Cher et Sud du Loiret), diffusion : 52 000 ex. ;
- La Presse de Gray (Gray). Groupe EBRA, diffusion : 14 500 ex. ;
- La Presse de Vesoul (Vesoul). Groupe EBRA, diffusion : 14 300 ex. ;
- Réussir le Périgord (Périgueux). Groupe Réussir, diffusion le vendredi, en 9 000 ex. ;
- La Vie nouvelle (Savoie), diffusion 7 000 ex. ;
- La Vie corrézienne (Corrèze), diffusion 10 000 ex. ;
- La Vie quercynoise (Lot), diffusion 5 000 ex. ;
- La Voix du Cantal (Cantal), diffusion 3 000 ex. ;
- Le Saint-Affricain (Aveyron), fondé en 1881 et diffusé en 10 000 ex. ;
- La Semaine de l'Allier (Allier), fondé en 2005 et diffusé en 10 000 ex. ;
- Sud Ouest Dimanche[11], édition du weekend (dominicale), Aquitaine & Charentes,  diffusion 210 447 ex. ;
- Voix de l'Ain (Bourg-en-Bresse), Presse d'obédience catholique, diffusion : 23 200 ex. ;
- Voix du Jura (Lons), diffusion : 12 000 ex. ;
- Voix du Midi Toulouse et Lauragais, diffusion : 12 000 ex. ;
- wik Lyon (Lyon), Presse culturelle gratuite, diffusion : 20 000 ex. ;
- wik Metz/Nancy (Metz, Nancy), Presse culturelle gratuite, diffusion : 10 000 ex. ;
- wik Nantes (Nantes), Presse culturelle gratuite, diffusion : 17 500 ex. ;
- wik Strasbourg (Strasbourg), Presse culturelle gratuite, diffusion : 15 000 ex. ;
- Ya ! (Laz). Presse d'information généraliste brittophone, diffusion le vendredi en 1 300 ex.

### Mensuels régionaux
- "La Vie mancelle et sarthoise", magazine créé en 1959, est consacré à l'histoire locale.
- Le Mensuel de Rennes est un magazine indépendant spécialisé dans le reportage et l'investigation ;
- Bretons (Vannes). Magazine de société sur la Bretagne ;
- Le Peuple breton (Saint-Brieuc). Magazine d'opinion ;
- Mémento (La Réunion). Magazine économique ;
- Normandie Magazine (Saint-Lô). Magazine bilingue anglais/français ;
- Particule (Rennes). Journal mensuel local à parution un peu aléatoire ;
- L'Essentiel des Pays de Savoie est un magazine créé en septembre 2004, d'information de proximité sur les départements de Savoie, de Haute-Savoie, de l'Ain et l'Isère, en 10 000 ex. ;
- Poly (Alsace) est un magazine culturel mensuel ;
- Métropole, le mensuel du Var est un magazine généraliste mensuel.

### Bimestriels régionaux
- Alpes Magazine, du groupe Bayard, revendu en juin 2024
- Détours en France Magazine
- Pyrénées Magazine, du groupe Bayard, est une revue d'information (actualités) et de reportages le long des Pyrénées françaises ou espagnoles.
- Pays du Limousin, du Groupe Centre France depuis 2023.

### Trimestriels régionaux
- Les Saisons d'Alsace ;
- L'Anjou ;
- Le Berry ;
- Bretagne Magazine ;
- Pays Basque Magazine ;
- Patrimoine normand ;
- La Galipote ;
- Le Journal de la Sologne ;
- Le Magazine de la Touraine ;
- Massif Central (ou Massif Central Patrimoine), un magazine trimestriel sur le Massif central, du groupe Centre France (éditeur de presse).
- Regain magazine ;
- Xaintonge, le jhornau des Charentais.